# 7698 Schweitzer
7698 Schweitzer è un asteroide della fascia principale. Scoperto nel 1989, presenta un'orbita caratterizzata da un semiasse maggiore pari a 2,4110823 UA e da un'eccentricità di 0,1528199, inclinata di 3,27835° rispetto all'eclittica.